# Tomomi Kahala
Tomomi Kahala (華原朋美 Kahara Tomomi?,  Tokio, Japón, 17 de agosto de 1974) es una cantante japonesa de j-pop, y actriz de musical.

## Discografía

### Álbumes
| N.º | Título                        | Fecha lanzamiento | Posición, Copias vendidas (Oricon) | Posición, Copias vendidas (Oricon) |
| --- | ----------------------------- | ----------------- | ---------------------------------- | ---------------------------------- |
| 1   | LOVE BRACE                    | 03.06.1996        | #1                                 | 2,571,210                          |
| 2   | storytelling                  | 24.12.1997        | #1                                 | 1,365,860                          |
| 3   | nine cubes                    | 26.11.1998        | #5                                 | 261,170                            |
| 4   | One Fine Day                  | 25.11.1999        | #7                                 | 56,530                             |
| 5   | Love Again                    | 21.11.2001        | #36                                | 11,370                             |
| 6   | NAKED ~10th Anniversary Album | 29.06.2005        | #30                                | 11,940                             |

| Título                                 | Fecha lanzamiento | Posición, Copias vendidas (Oricon) | Posición, Copias vendidas (Oricon) |
| -------------------------------------- | ----------------- | ---------------------------------- | ---------------------------------- |
| KAHALA COMPILATION                     | 10.02.1999        | #1                                 | 695,730                            |
| Best Selection                         | 27.09.2001        | #23                                | 21,860                             |
| Natural Breeze ~KAHALA BEST 1998-2002~ | 17.07.2002        | #37                                | 7,620                              |
| Super Best Singles ~10th Anniversary   | 14.12.2005        | #65                                | 6,540                              |

### Sencillos
| N.º | Título                                                           | Fecha lanzamiento | Posición, Copias vendidas (Oricon) | Posición, Copias vendidas (Oricon) |
| --- | ---------------------------------------------------------------- | ----------------- | ---------------------------------- | ---------------------------------- |
| 1   | keep yourself alive                                              | 08.09.1995        | #8                                 | 370,070                            |
| 2   | I BELIEVE                                                        | 11.10.1995        | #4                                 | 1,028,490                          |
| 3   | I'm proud                                                        | 06.03.1996        | #2                                 | 1,390,440                          |
| 4   | LOVE BRACE                                                       | 22.07.1996        | #6                                 | 254,770                            |
| 5   | save your dream                                                  | 02.10.1996        | #1                                 | 929,760                            |
| 6   | Hate tell a lie                                                  | 23.04.1997        | #1                                 | 1,058,610                          |
| 7   | LOVE IS ALL MUSIC                                                | 02.07.1997        | #1                                 | 653,000                            |
| 8   | Tanoshiku Tanoshiku Yasashikune (たのしく たのしく やさしくね?)  | 18.09.1997        | #1                                 | 416,560                            |
| 9   | I WANNA GO                                                       | 11.02.1998        | #20                                | 47,610                             |
| 10  | YOU DON'T GIVE UP                                                | 08.04.1998        | #7                                 | 66,340                             |
| 11  | tumblin' dice                                                    | 17.06.1998        | #2                                 | 188,810                            |
| 12  | here we are                                                      | 29.07.1998        | #5                                 | 156,350                            |
| 13  | daily news                                                       | 21.10.1998        | #13                                | 58,190                             |
| 14  | as A person                                                      | 22.07.1999        | #6                                 | 287,150                            |
| 15  | be honest                                                        | 27.10.1999        | #12                                | 50,700                             |
| 16  | Believe In Future ~Mayonaka no Cindellera~ (真夜中のシンデレラ?) | 23.02.2000        | #28                                | 28,580                             |
| 17  | Blue Sky                                                         | 26.07.2000        | #55                                | 6,170                              |
| 18  | Never Say Never -Japanese version-                               | 17.04.2001        | #10                                | 79,180                             |
| 19  | PRECIOUS -japanese version-                                      | 08.08.2001        | #34                                | 13,510                             |
| 20  | Anata no Kakera (あなたのかけら?)                                | 24.10.2001        | #36                                | 13,490                             |
| 21  | Akiramemashou (あきらめましょう?)                                | 24.04.2002        | #28                                | 21,740                             |
| 22  | PLEASURE - Crayon Shin-chan Opening                              | 26.02.2003        | #55                                | 4,370                              |
| 23  | Anata ga Ireba (あなたがいれば?)                                 | 29.09.2004        | #15                                | 32,820                             |
| 24  | Namida no Tsuduki (涙の続き?)                                    | 25.05.2005        | #30                                | 12,560                             |
| 25  | Hana / Keep On Running (華?)                                     | 22.02.2006        | #37                                | 7,890                              |
| 26  | Ano Sayonara ni Sayonara wo (あのさよならにさよならを?)          | 05.07.2006        | #46                                | 5,130                              |

### Vídeo/DVD
- Paradox -Visual Queen of the Year '95- (19.08.1995)
- keep yourself alive - Single-V (16.09.1995)
- I'm proud - Single-V (27.03.1996)
- save your dream - Single-V (23.10.1996)
- HOW TO MAKE TOMOMI KAHALA (27.11.1997)
- TOMOMI KAHALA FIRST LIVE 2001 (12.12.2001)
- very best of MUISC CLIPS (27.03.2002)
- 10th Anniversary Celebration Tomomi Kahara Concert 2005 (07.12.2005)

## Actriz musical
- Ana de las Tejas Verdes - Anne Shirley (2005 - 2006)
- The Beautiful Game - Christine Warner (2006)
- Yu-ming song musical "Girlfriends" - Mariko (2006)

## Premios
| Años | Premios                                                                          |
| ---- | -------------------------------------------------------------------------------- |
| 1995 | Fuji Television Visual Queen of the Year '95 - ("Paradox")                       |
| 1995 | Japan Usen Awards - New Artist & Best New Artist ("I Believe")                   |
| 1995 | All Japan Request Awards - Best New Artist ("I Believe")                         |
| 1995 | Japan Record Awards - New Artist ("I Believe")                                   |
| 1996 | Japan Gold Disk Awards - Best 5 New Artist                                       |
| 1996 | Japan Usen Awards - Exellence Prize                                              |
| 1996 | All Japan Request Awards - Yomiuri Telecasting Gold Artist                       |
| 1996 | Japan Record Awards - Exellence Prize ("I'm Proud")                              |
| 1997 | Japan Gold Disk Awards - Best 5 Artist                                           |
| 1997 | Japan Usen Awards - Exellence Prize ("Hate Tell a Lie")                          |
| 1997 | All Japan Request Awards - Yomiuri Telecasting Special Award ("Hate Tell a Lie") |
| 1998 | Japan Gold Disk Awards - Pop Álbum of the Year ("Storytelling")                  |
| 2004 | Japan Record Awards - Gold Prize ("Anata ga Ireba (あなたがいれば)")             |
| 2005 | Queen of the Nattō                                                               |